# غويانغ زايكرو
جويانج زايكرو فريق كرة قدم محترف في كوريا الجنوبية ومقرها في جويانج. يتنافس حاليا في الدوري الكوري. وتلعب مبارياتها على أرضها في استاد جويانج.
تأسس النادي عام 1983.

## وصلات خارجية
- (بالكورية) Official website